# Orsjön, Västergötland
Orsjön är en sjö i Falköpings kommun i Västergötland och ingår i Göta älvs huvudavrinningsområde. Sjön är belägen mellan riksväg 49 och Sydbillingens platå på Billingens nordsluttning. Sjöns tillflöden kommer från Billingens många mossar.

## Galleri

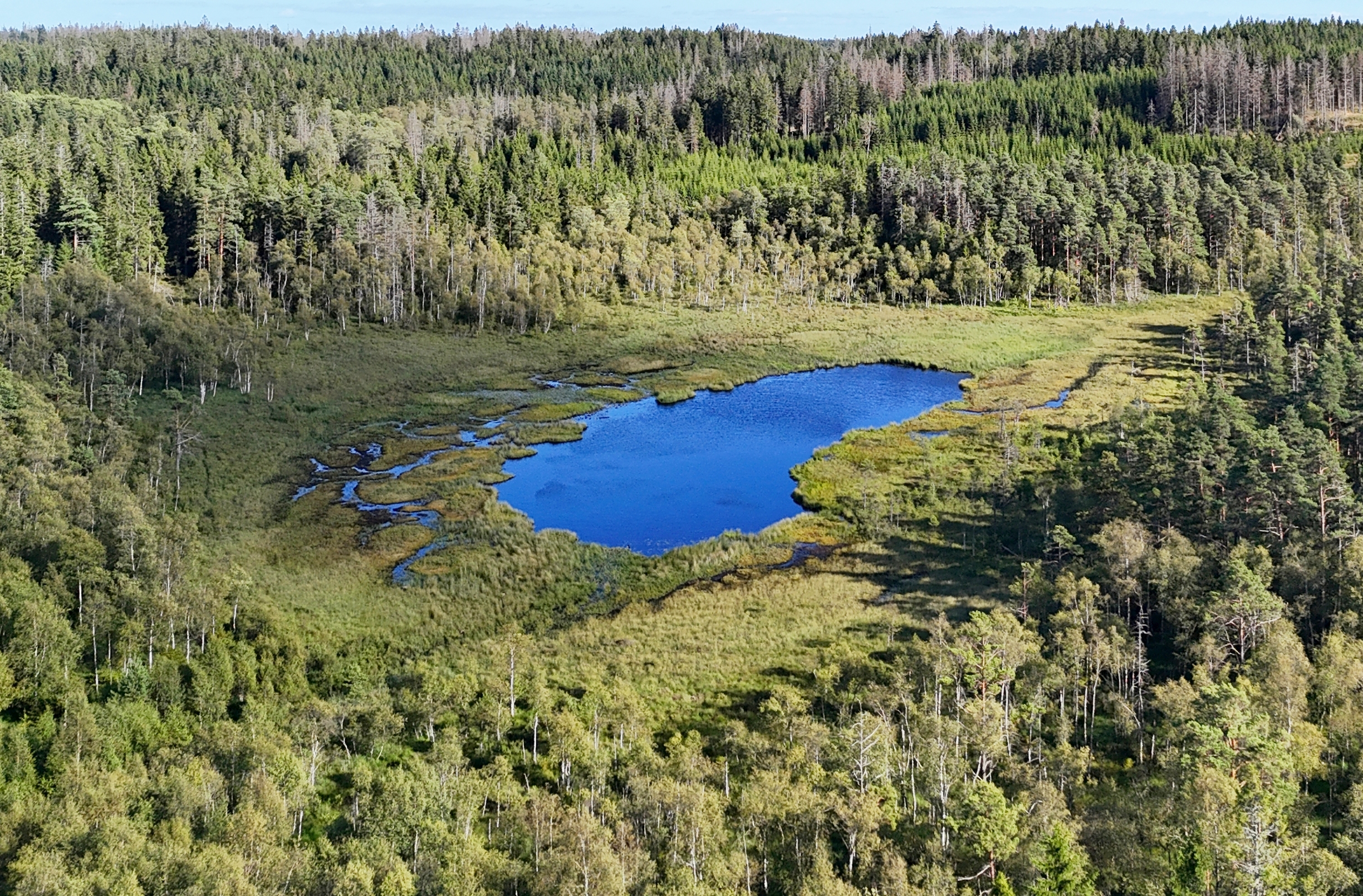
Orsjön från norr.